# Feketetest-sugárzás
A feketetest-sugárzás az abszolút fekete test hőmérsékleti sugárzása. A fekete test egy olyan ideális test, ami bármilyen hullámhosszú elektromágneses sugárzást teljesen elnyel. Azaz a spektrális abszorpcióképessége egy:
{\displaystyle A(\lambda ,T)=1}, ahol {\displaystyle \lambda } a hullámhossz, T a hőmérséklet.
Természetesen a ráeső elektromágneses sugárzást 100%-ban elnyelő test szigorúan véve nem létezik. Mégis jó közelítéssel ilyennek tekinthetők a csillagok, vagy az izzólámpa izzószála. Még jobban modellezhető a fekete test egy belül fekete anyaggal bevont üreggel, aminek a falán egyetlen pici lyuk van — az az ún. üregsugárzás. Egy ilyen üregbe belépve a sugárzás szinte teljesen elnyelődik, hiszen nagyon kicsi a valószínűsége, hogy a sokszoros visszaverődés után éppen visszataláljon a lyukhoz és azon kilépjen.
Bár egy fekete test a ráeső sugárzásból semmit nem ver vissza, ez nem azt jelenti, hogy ő maga nem sugároz. Sőt! Mivel a Kirchoff-féle sugárzási törvény szerint egy adott hullámhosszon és hőmérsékleten bármely test spektrális emisszióképességének és abszorpcióképességének hányadosa állandó, a fekete test sugároz a legjobban.

## A feketetest-sugárzás spektruma

Különböző hőmérsékletű fekete test sugárzásának intenzitása a hullámhossz függvényében. Színes görbék: a Planck-törvény, fekete: az elméleti klasszikus Rayleigh–Jeans-törvény szerint

Az ábrán a különböző hőmérsékletű feketetest energia kisugárzásának spektrális eloszlását látjuk, amit kísérletileg már a 19. század vége felé meghatároztak. A görbék tulajdonságaival kapcsolatban két összefüggést is  megállapítottak.
A magasabb hőmérséklethez tartozó görbék maximuma egyre inkább a rövidebb hullámhosszak felé tolódik (az abszolút hőmérséklet reciprokával arányos). A hőmérséklet és a görbe maximumához tartozó hullámhossz összefüggése a Wien-féle eltolódási törvény.
A görbék alatti terület, az egész spektrumhoz tartozóan kisugárzott összes energiát adja, ennek kapcsolatát a hőmérséklettel a Stefan–Boltzmann-törvény írja le.
Az energia kisugárzás hullámhosszfüggését leíró függvényt azonban sehogy sem sikerült a klasszikus fizika törvényei alapján levezetni. Az ábrán látszik, hogy a klasszikus elméletekből következő Rayleigh–Jeans-törvény nem jól írja le a mért görbék menetét. (Az alapján ugyanis a hullámhossz csökkenése végül végtelen energia kisugárzását eredményezné, ami sértené a termodinamika első főtételét – ezt nevezték ultraibolya katasztrófának.)
Max Planck német fizikus meggondolásában feltételezte, hogy az energia kibocsátás nem folytonos, hanem csak diszkrét adagokban lehetséges. A megengedett energiák egy legkisebb adagnak – az energiakvantumnak – csak egész számú többszörösei lehetnek. 
{\displaystyle E=h\cdot f}
ahol f a sugárzás frekvenciája, és h a Planck-állandó.
A Planck által bevezetett mennyiség egy természeti állandó, amit a tervek szerint közeli jövőben a tömeg mértékegységének, a kg-nak a meghatározásához választanak az SI-ben.
1900-ban az energiakvantum létezésének feltételezése nem csak a helyes sugárzási törvény levezetéséhez, hanem a kvantumfizika megszületéséhez is elvezetett.
A Planck-féle sugárzási törvény szerint a hullámhossztól függő spektrális eloszlásfüggvény a következő alakú:
{\displaystyle I(\lambda ,T)={\frac {2hc^{2}}{\lambda ^{3}}}{\frac {1}{e^{\frac {h}{\lambda kT}}-1}}.}
ahol {\displaystyle \lambda } a hullámhossz, c a fénysebesség, k a Boltzmann-állandó, T az abszolút hőmérséklet.
Az összefüggésből levezethetőek továbbá a fentebb már említett, korábban is ismert összefüggések: a Wien-féle eltolódási törvény, és a Stefan–Boltzmann-törvény is.
A Naphoz hasonló csillagok sugárzásának eloszlása nagyjából az 5000 K hőmérsékletű görbének felel meg, a földi élet az emissziós spektrum maximumához alkalmazkodva alakította a látható fény tartományát. A Föld fekete testként 300 K körül sugároz, ennek a sugárzásgörbének a csúcsa a távoli infravörösbe esik. A Föld kisugárzásának nagy részét gyakorlatilag elnyeli a légkör.